# Liste des maires de Hamilton
La liste des maires de Hamilton présente le classement chronologique des différents maires qui se sont succédé depuis 1847 à la tête de la ville de Hamilton, dans la province canadienne de l'Ontario.

## Liste des maires
- Colin Campbell Ferrie (en) - 1847
- George Sylvester Tiffany (en) - 1848
- William L. Distin (en) - 1849
- John Fisher (en) - 1850
- John Rose Holden (en) - 1851
- Nehemiah Ford (en) - 1852
- William G. Kerr (en) - 1853
- James Cummings (en) - 3 mois en 1854
- Charles Magill (en) - 9 mois durant les années 1854-1855
- James Cummings (en) - 1856
- John Francis Moore (en) - 1857
- George Hamilton Mills (en) - 1858
- Henry McKinstry (en) - 1859 - 1861
- Robert McElroy (en) - 1862 - 1864
- Charles Magill (en) - 1865 - 1866
- Benjamin Ernest Charlton (en) - 1867
- Hutchison Clark (en) - 1868
- James Edwin O'Reilly - 1869
- George Murison (en) - 1870
- Daniel Black Chisholm (en) - 1871 - 1872
- Benjamin Ernest Charlton (en) - 1873 - 1874
- George Roach (en) - 1875 - 1876
- Francis Edwin Kilvert (en) - 1877 - 1878
- James Edwin O'Reilly - 1879 - 1881
- Charles Magill (en) - 1882 - 1883
- John James Mason (en) - 1884 - 1885
- Alexander McKay (en) - 1886 - 1887
- William Doran (en) - 1888 - 1889
- David McLellan (en) - 1890 - 1891
- Peter Campbell Blaicher (en) - 1892 - 1893
- Alexander David Stewart (en) - 1894 - 1895
- George Elias Tuckett - 1896
- Edward Alexander Colquhoun (en) - 1897 - 1898
- James Vernall Teetzel (en) - 1899 - 1900
- John Strathearne Hendrie (en) - 1901 - 1902
- Wellington Jeffers Morden (en) - 1902 - 1903
- Sanford Dennis Biggar (en) - 1905 - 1906
- Thomas Joseph Stewart (en) - 1907 - 1908
- John Inglis McLaren (en) - 1909 - 1910
- George Harmon Lees (en) - 1911 - 1912
- John Allan (en) - 1913 - 1914
- Chester Samuel Walters (en) - 1915 - 1916
- Charles Goodenough Booker (en) - 1917 - 1920
- George Charles Coppley (en) - 1921 - 1922
- Thomas William Jutten (en) - 1923 - 1925
- Freeman Ferrier Treleaven (en), Q.C. - 1926 - 1927
- William Burton (en) - 1928 - 1929
- John Peebles (en) - 1930 - 1933
- Herbert Earl Wilton (en) - 1934 - 1935
- William Robert Morrison (en), K.C. - 1936 - 1943
- Samuel Lawrence (en) - 1944 - 1949
- Lloyd Douglas Jackson (en) - 1950 - 1962
- Victor Kennedy Copps (en) - 1963 - 1976
- Vince Agro (en) - 1976-1977
- Jack MacDonald - 1977 - 1980
- William Powell (en) - 1981 - 1982
- Robert Maxwell Morrow (en) - 1982 - 2000
- Robert E. Wade (en) - 2000 - 2003
- Larry Di Ianni (en) - 2003 - 2006
- Fred Eisenberger (en) - 2006 - 2010
- Bob Bratina (en) - 2010 - 2014
- Fred Eisenberger (en) - 2014 - 2022
- Andrea Horwath - depuis 2022